# Solemne Apertura de las Cortes Generales del Reino

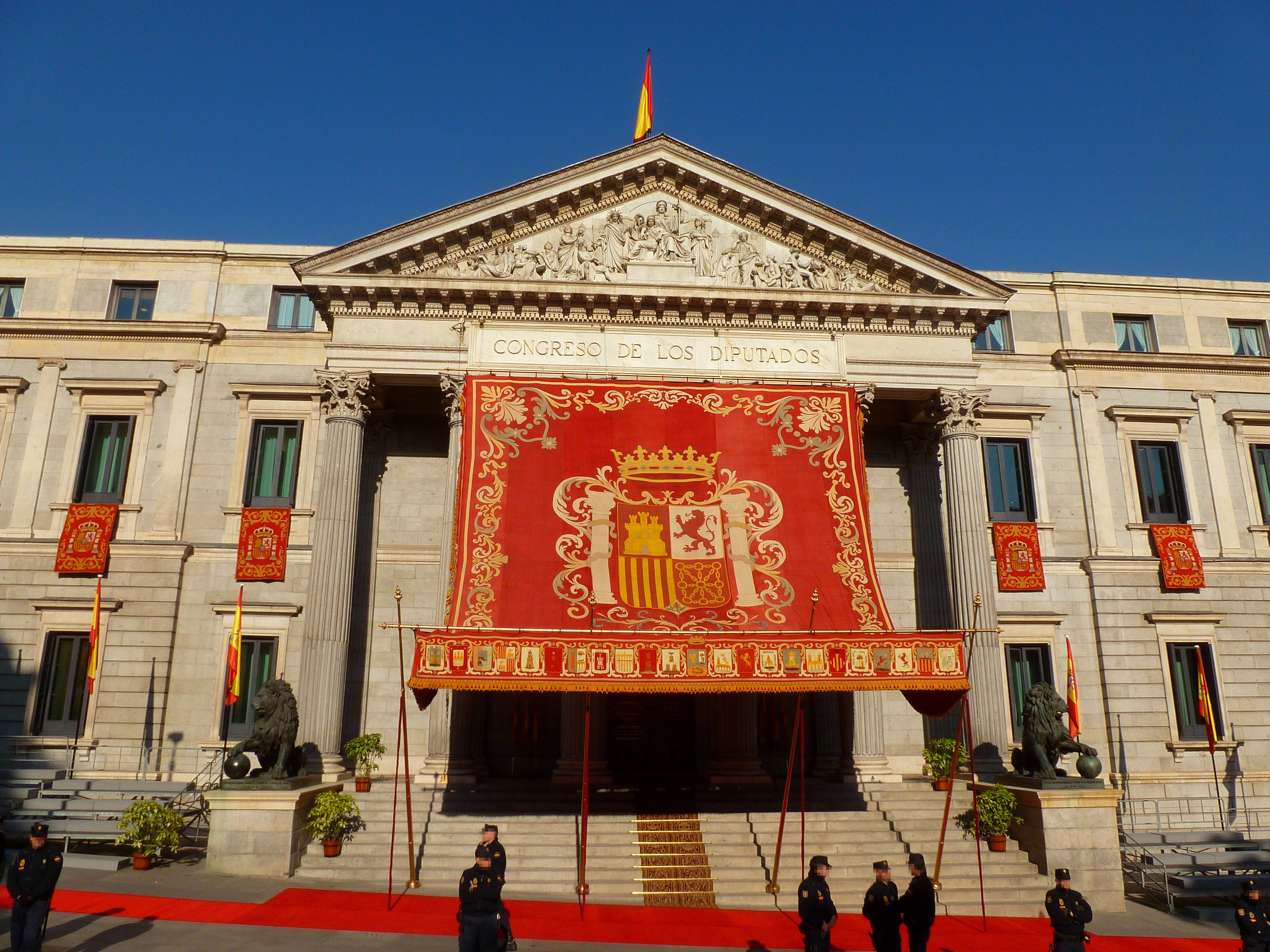
El Palacio de las Cortes, sede del Congreso de los Diputados, engalanado para un evento solemne.

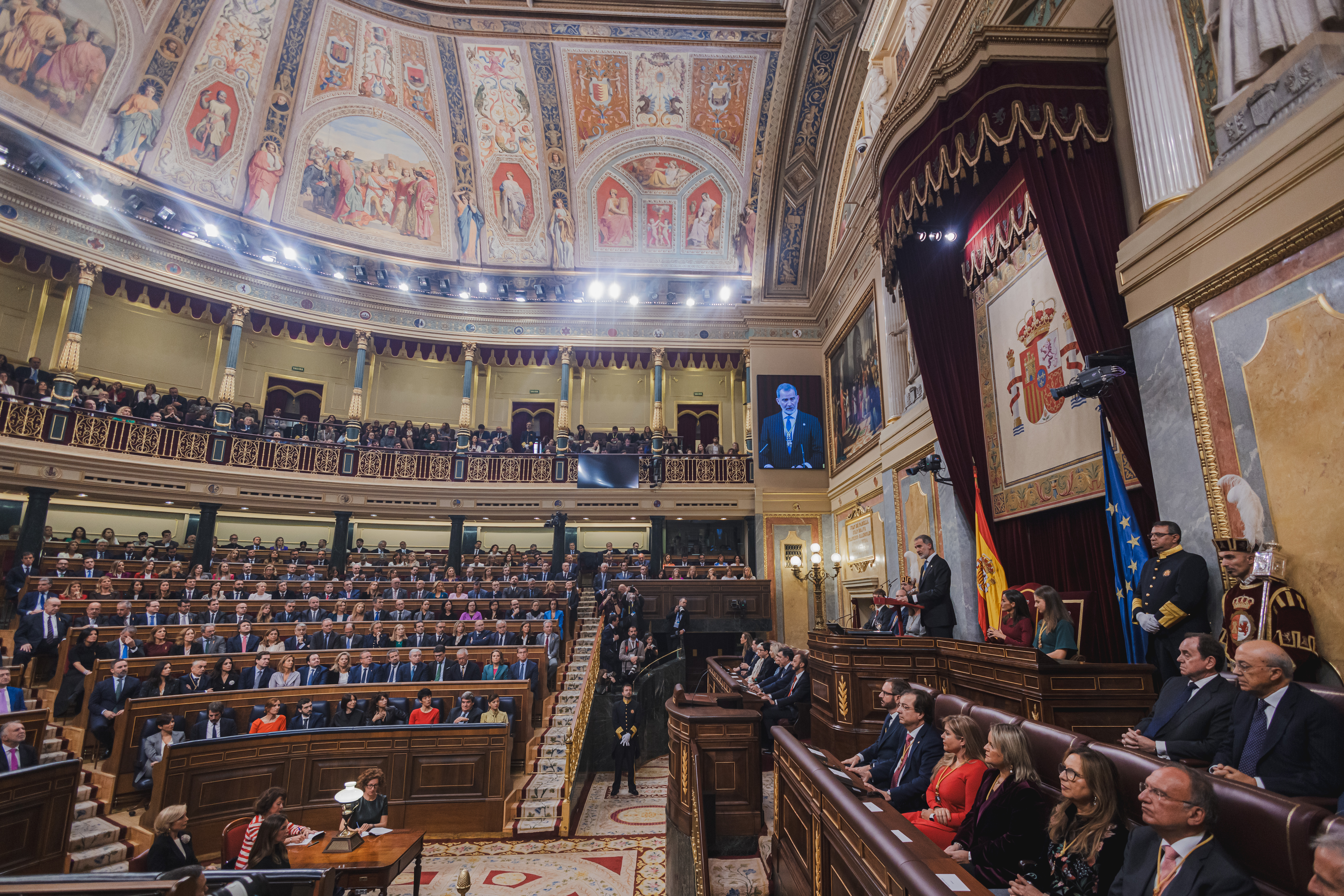
Felipe VI dando el discurso de apertura de la XV Legislatura.

La Solemne Apertura de las Cortes Generales del Reino de España es un evento que tiene lugar aproximadamente en la segunda semana posterior a la investidura de un presidente del Gobierno tras la celebración de elecciones generales. Para esta se convocan a todos los diputados y senadores recién electos que conforman las Cortes Generales, así como al nuevo Gobierno. El evento se lleva a cabo en el hemiciclo del Palacio de las Cortes, sede del Congreso de los Diputados. Se lleva a cabo entre grandes medidas de seguridad, tanto dentro del Palacio de las Cortes como fuera.
El evento comienza con la llegada del rey al Palacio de las Cortes luciendo las Medallas de Oro del Congreso y Senado y acompañado por la Escolta Real. Una vez allí, es recibido por el recién nombrado presidente del Gobierno y por el jefe de Estado Mayor de la Defensa; posteriormente, se escucha el Himno Nacional y el rey pasa revista al batallón de honores formado por miembros de los tres ejércitos y la Guardia Civil. A continuación, el monarca y su Real Familia se acercan a las escalinatas del edificio de las Cortes donde saludan a los presidentes del Congreso y del Senado, así como a los miembros de las mesas de ambas Cámaras. Es entonces cuando se llega al momento más emocionante y simbólico del evento, que es la apertura de la Puerta de los Leones, entrada principal que solo se abre en ocasiones especiales.
Finalmente, el monarca llega al hemiciclo del Congreso de los Diputados (pasando por el Salón de los Pasos Perdidos), donde comienzan los discursos, primero el del presidente de las Cortes Generales y, posteriormente, el del rey, que finaliza este último declarando la Apertura de las Cortes Generales para la Legislatura correspondiente.
Para acabar el acto, se realizan una serie de retratos oficiales del rey con las principales autoridades de los tres poderes del Estado, además de saludar a los invitados. En el exterior, se lleva a cabo un desfile militar que finaliza el acto.